# Robert Patrick
Robert Hammond Patrick Jr. (sinh ngày 5 tháng 11 năm 1958) là một nam diễn viên người Mỹ. 

## Danh sách phim

### Điện ảnh
| Năm  | Tên                                      | Vai                      | chú |
| ---- | ---------------------------------------- | ------------------------ | --- |
| 1986 | Eye of the Eagle                         | Johnny Ransom            |     |
| 1986 | Equalizer 2000                           | Deke                     |     |
| 1986 | Future Hunters                           | Slade                    |     |
| 1987 | Killer Instinct                          | Johnny Ransom            |     |
| 1987 | Warlords from Hell                       |                          |     |
| 1989 | Hollywood BoulevarI                      | Cameraman                |     |
| 1990 | Die Hard 2                               | O'Reilly                 |     |
| 1991 | Terminator 2: Judgment Day               | T-1000                   |     |
| 1992 | Wayne's World                            | T-1000                   |     |
| 1992 | Broken                                   |                          |     |
| 1993 | Fire in the Sky                          | Mike Rogers              |     |
| 1993 | Last Action Hero                         | T-1000                   |     |
| 1994 | Double Dragon                            | Koga Shuko               |     |
| 1994 | The Cool Surface                         | Jarvis Scott             |     |
| 1994 | Body Shot                                | Mickey Dane              |     |
| 1994 | Hong Kong 97                             | Reginald Cameron         |     |
| 1995 | Zero Tolerance                           | Jeff Douglas             |     |
| 1995 | Decoy                                    | Jack Travis              |     |
| 1996 | T2 3-D: Battle Across Time               | T-1000                   |     |
| 1996 | Striptease                               | Darrell Grant            |     |
| 1997 | Cop Land                                 | Officer Jack Rucker      |     |
| 1997 | Rosewood                                 | Fanny's Lover            |     |
| 1997 | Hacks                                    | Goatee                   |     |
| 1997 | The Only Thrill                          | Tom McHenry              |     |
| 1997 | Asylum                                   | Nicholas Tordone         |     |
| 1998 | The Vivero Letter                        | James Wheeler            |     |
| 1998 | Tactical Assault                         | Colonel Lee Banning      |     |
| 1998 | Ambushed                                 | Shannon Herrold          |     |
| 1998 | Renegade Force                           | Jake McInroy             |     |
| 1998 | The Faculty                              | Coach Joe Willis         |     |
| 1999 | From Dusk Till Dawn 2: Texas Blood Money | Buck                     |     |
| 1999 | A Texas Funeral                          | Zach                     |     |
| 1999 | Shogun Cop                               | Detective                |     |
| 2000 | Mexico City                              | Ambassador Mills         |     |
| 2000 | All the Pretty Horses                    | Cole                     |     |
| 2001 | Spy Kids                                 | Mr. Lisp                 |     |
| 2001 | Texas Rangers                            | Sgt. John Armstrong      |     |
| 2001 | BackFlash                                | Ray Bennet               |     |
| 2001 | Angels Don't Sleep Here                  | Detective Russell Stark  |     |
| 2002 | Out of These Rooms                       | John Michael             |     |
| 2002 | Pavement                                 | Samuel Brown             |     |
| 2002 | The Hire: Ticker                         |                          |     |
| 2002 | D-Tox                                    | Peter Noah               |     |
| 2003 | Charlie's Angels: Full Throttle          | Ray Carter               |     |
| 2004 | Ladder 49                                | Lenny Richter            |     |
| 2005 | Supercross                               | Earl Cole                |     |
| 2005 | Walk the Line                            | Ray Cash                 |     |
| 2005 | The Fix                                  | Shay Riley               |     |
| 2006 | Firewall                                 | Gary Mitchell            |     |
| 2006 | The Marine                               | Rome                     |     |
| 2006 | Flags of Our Fathers                     | Colonel Chandler Johnson |     |
| 2006 | We Are Marshall                          | Head Coach Rick Tolley   |     |
| 2007 | Bridge to Terabithia                     | Jack Aarons              |     |
| 2007 | Balls of Fury                            | Sgt. Pete Daytona        |     |
| 2008 | Fly Me to the Moon                       | Louie                    |     |
| 2008 | Strange Wilderness                       | Gus Hayden               |     |
| 2008 | Autopsy                                  | Dr. David Benway         |     |
| 2008 | Alien Trespass                           | Vernon                   |     |
| 2008 | Lonely Street                            | Mr. Aaron                |     |
| 2008 | The Black Waters of Echo's Pond          | Pete                     |     |
| 2008 | The Men Who Stare at Goats               | Todd Nixon               |     |
| 2010 | Five Minarets in New York                | Becker                   |     |
| 2010 | The Wrath of Cain                        | Warden Dean              |     |
| 2011 | S.W.A.T.: Fire Fight                     | Walter Hatch             |     |
| 2011 | Red Faction: Origins                     | Alec Mason               |     |
| 2011 | Good Day for It                          | Luke Cain                |     |
| 2012 | Safe House                               | Daniel Kiefer            |     |
| 2012 | Trouble with the Curve                   | Vince                    |     |
| 2012 | Jayne Mansfield's Car                    | Jimbo Caldwell           |     |
| 2012 | Mafia                                    | Jules Dupree             |     |
| 2013 | Gangster Squad                           | Max Kennard              |     |
| 2013 | Lovelace                                 | John Boreman             |     |
| 2013 | Identity Thief                           | Skiptracer               |     |
| 2014 | Endless Love                             | Harry Elliot             |     |
| 2014 | Kill the Messenger                       | Ronald J. Quail          |     |
| 2014 | The Road Within                          | Robert                   |     |
| 2014 | Ask Me Anything                          | Doug Kampenfelt          |     |
| 2015 | Lost After Dark                          | Mr. C                    |     |
| 2015 | Hellions                                 |                          |     |
| 2015 | Hollywood Adventures                     |                          |     |
| 2017 | Eloise                                   | Dr. H.H. Greiss          |     |
| 2017 | Last Rampage                             | Gary Tison               |     |

### Truyền hình
| Năm  | Tên        | Vai                                  | Ghi chú |
| ---- | ---------- | ------------------------------------ | ------- |
| 2022 | Peacemaker | August "Auggie" Smith / White Dragon |         |